# Propriedade social
Propriedade social é a apropriação do produto excedente produzido pelos meios de produção por uma sociedade ou comunidade como um todo, e é a característica definidora de um sistema econômico socialista. Pode assumir a forma de propriedade estatal, propriedade comum, propriedade dos funcionários, propriedade cooperativa e propriedade cidadã. Tradicionalmente, a propriedade social implicava que os mercados de capitais deixariam de existir sob o pressuposto de que as trocas de mercado dentro do processo de produção seriam redundantes se os bens de capital fossem de propriedade e integrados por uma única entidade ou rede de entidades representativas da sociedade. Mas a articulação de modelos de socialismo de mercado onde os mercados de fatores são utilizados para alocar bens de capital entre empresas de propriedade social ampliou a definição para incluir entidades autônomas em uma economia de mercado. A propriedade social dos meios de produção é a característica definidora comum de todas as várias formas de socialismo.
As duas principais formas de propriedade social são a propriedade pública em toda a sociedade e a propriedade cooperativa. A distinção entre essas duas formas reside na distribuição do produto excedente. Com a propriedade pública em toda a sociedade, o excedente é distribuído a todos os membros do público por meio de um dividendo social, ao passo que, com a propriedade cooperativa, o excedente econômico de uma empresa é controlado por todos os trabalhadores-membros dessa empresa específica.
O objetivo da propriedade social é eliminar a distinção entre a classe de proprietários privados que são os destinatários da renda passiva de propriedade e os trabalhadores que são os destinatários da renda do trabalho (ordenados, salários e comissões), de modo que o produto excedente (ou lucros econômicos no caso do socialismo de mercado) pertencem à sociedade como um todo ou aos membros de uma determinada empresa. A propriedade social permitiria ganhos de produtividade com a automação do trabalho para reduzir progressivamente a duração média da jornada de trabalho, em vez de criar insegurança no emprego e desemprego. A redução do tempo de trabalho necessário é central para o conceito marxista de liberdade humana e superação da alienação, um conceito amplamente compartilhado por socialistas marxistas e não marxistas.
A socialização como processo é a reestruturação da estrutura econômica, da estrutura organizacional e das instituições de uma economia em bases socialistas. A noção abrangente de socialização e a forma de propriedade pública da propriedade social implica o fim da operação das leis do capitalismo, a acumulação de capital e o uso do dinheiro e da valorização financeira no processo de produção, juntamente com uma reestruturação da organização no nível do local de trabalho.